# Caicarostreptus flavipes
Caicarostreptus flavipes är en mångfotingart som beskrevs av Christoph D. Schubart 1950. Caicarostreptus flavipes ingår i släktet Caicarostreptus och familjen Spirostreptidae. Inga underarter finns listade i Catalogue of Life.